# Breguet Alizé
Breguet Br.1050 Alizé (tiếng Pháp: "Gió mậu dịch") là một loại máy bay chống ngầm hoạt động trên tàu sân bay của Pháp. Nó được phát triển trong thập niên 1950, dựa trên mẫu thử máy bay cường kích Breguet Vultur, sau được hoán cải thành mẫu máy bay chống tàu ngầm Breguet Br.965 Épaulard.

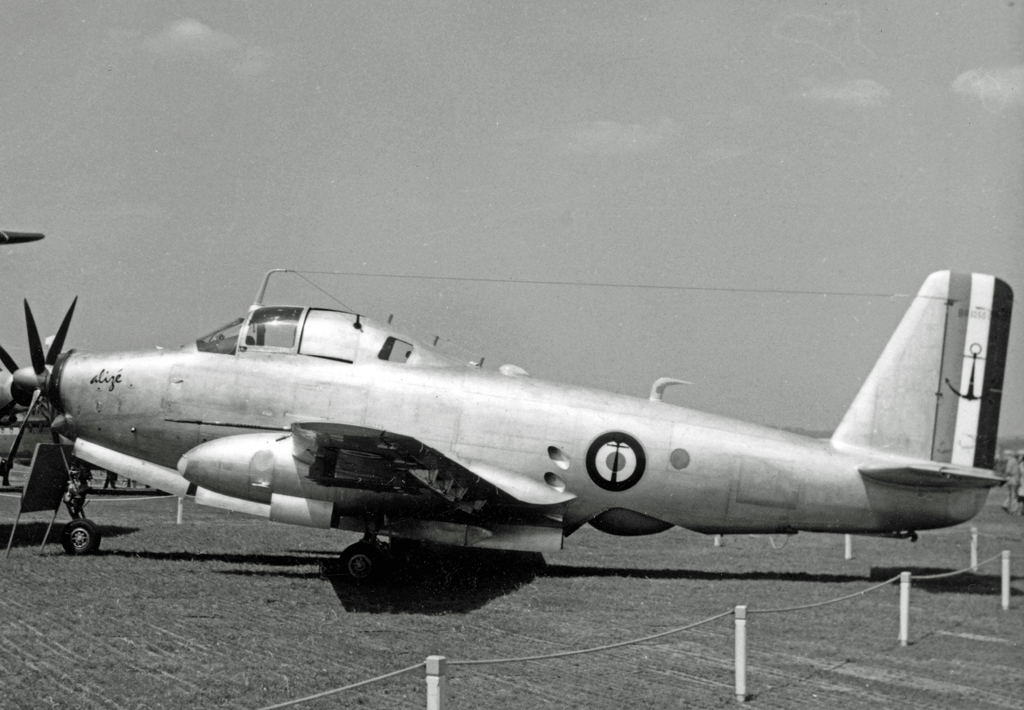
Mẫu thử Alizé tại Triển lãm hàng không Paris 1957 với dấu hiệu của Aéronavale

Breguet Br.1050 Alizé trưng bày tại Bảo tàng Hàng không Hải quân, Ấn Độ.

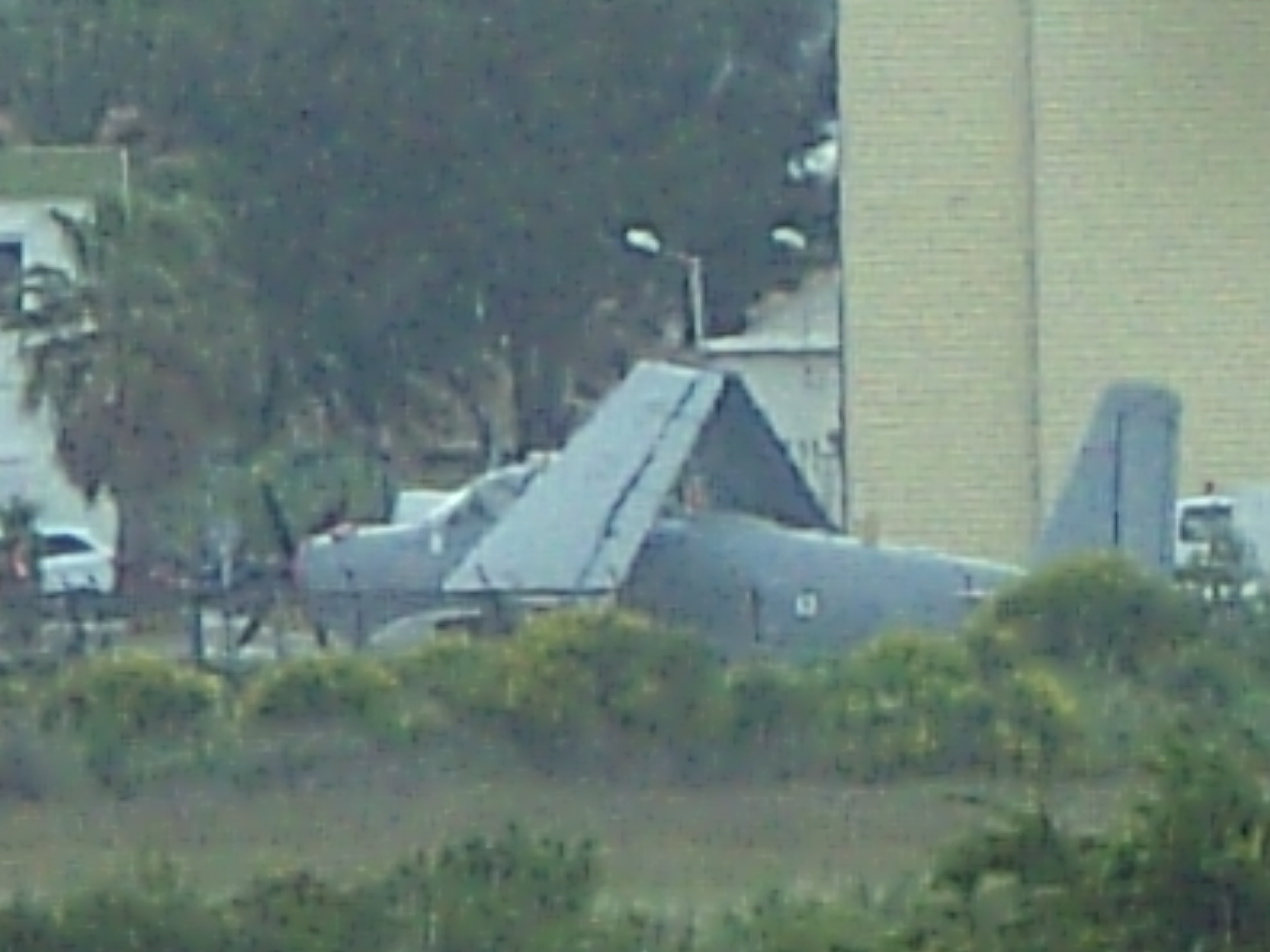
Breguet Alizè tại nhà chứa máy bay của Aéronavale tại sân bay Toulon-Hyères, tháng 5 năm 2012

## Quốc gia sử dụng
Pháp
- Hải quân Pháp
  - Không quân Hải quân Pháp (Aviation Navale)

 Ấn Độ
- Hải quân Ấn Độ

## Tính năng kỹ chiến thuật (Bréguet Alizé)
Dữ liệu lấy từ Jane's Civil and Military Upgrades 1994-95 
Đặc điểm tổng quát
- Kíp lái: 3
- Chiều dài: 13,86 m (45 ft 5¾ in)
- Sải cánh: 15,60 m (51 ft 2 in)
- Chiều cao: 5 m (16 ft 5 in)
- Diện tích cánh: 36 m² (387,5 ft²)
- Trọng lượng rỗng: 5.700 kg (12.566 lb)
- Trọng lượng cất cánh tối đa: 8.200 kg (18.078 lb)
- Động cơ: 1 × Rolls-Royce Dart RDa.7 Mk 21 kiểu turboprop, 1.565 kW (2.100 ehp)

 Hiệu suất bay 
- Vận tốc cực đại: 518 km/h (280 kn, 322 mph) trên độ cao 3.050 m (10.000 ft), 460 km/h (248 knot, 286 mph) trên mực nước biển
- Vận tốc hành trình: 240-370 km/h (130-200 knot, 149-230 mph) (vận tốc tuần tra)
- Tầm bay: 2.500 km (1.349 hải lý, 1.553 mi)
- Thời gian bay: 5 h 10 phút
- Trần bay: 8.000 m (26.250 ft)
- Vận tốc lên cao: 7 m/s (1.380 ft/phút)
- Tải trên cánh: 229 kg/m² (46,9 lb/ft²)
- Công suất/trọng lượng: 190 kW/kg (0,12 hp/lb)

Trang bị vũ khí

- Ngư lôi và bom chìm trong khoang quân giới
- Bom, bom chìm, rocket, hoặc tên lửa dưới cánh